# Hieracium dysonymum
Hieracium dysonymum es una especie de planta con flor del género Hieracium, de la familia Asteraceae, orden Asterales.

## Distribución
Hieracium dysonymum se distribuye por México.

## Taxonomía
Fue descrita científicamente por Blake. Fue publicada en J. Washington Acad. Sci.